# Línea temporal del juego de realidad alternativa Year Zero
Lo siguiente es una línea de tiempo del juego de realidad alternativa Year Zero. El juego de realidad alternativa Year Zero, y su correspondiente álbum conceptual del mismo nombre, critica las políticas del gobierno de los Estados Unidos en el año 2007, proyectando una visión distópica de su impacto en el estado del mundo del año 2022. El juego comenzó a mediados de febrero del 2007 y parece haber terminado en abril, poco después del lanzamiento del álbum.

## Febrero 2007
12 de febrero de 2007
- Fanes descubrieron que una camiseta de la gira de Nine Inch Nails contenía letras resaltadas que formaban las palabras "I am trying to believe." (estoy tratando de creer) Se descubrió que iamtryingtobelieve.com estaba registrado como sitio web, y pronto varios sitios web relacionados se encontraron en el rango IP (Another Version of the Truth, Be the Hammer, 105th Airborne Crusaders, y Church of Plano), todos describiendo una visión distópica del mundo quince años en el futuro.
- Consolidated Mail Systems se encontró a través de referencias en el foro Another Version of the Truth.

14 de febrero de 2007
- Durante el primer concierto de Nine Inch Nails in Lisboa, Portugal, una memoria USB fue encontra en un baño, conteniendo un MP3 de alta calidad de la canción "My Violent Heart," la cual circuló rápidamente en internet. Se pensó inicialmente que se trataba de una publicación accidental de la canción, pero consiguientes hallazgos de manera similar confirmaron que se tratada de "filtraciones" intencionales y parte de un juego de realidad alternativa. Al final del MP3 había unos segundos de estática, los cuales, analizados bajo un espectrograma revela una imagen de "La Presencia." La misma estática está en el álbum al final de la pista #9, "The Warning."

19 de febrero de 2007

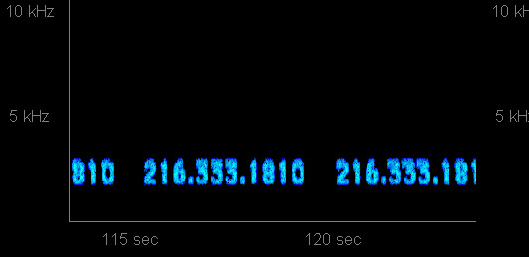
Análisis espectrográfico de "2432.mp3." "2432.mp3."

- Una memoria USB fue encontrada en un concierto en Barcelona, España, conteniendo dos archivos de audio: la pista "Me, I'm Not" y un MP3 de estática. El mp3 de estática, "2432.mp3," analizado en un espectrograma reveló el número telefónico 1-216-333-1810, el cual a su vez revelaba https://web.archive.org/web/20070915045414/http://www.uswiretap.com/case_number_required/.

22 de febrero de 2007
- Un video fue publicado a través del sitio web Year Zero y presentaba un rápido atisvo de una señal de carretera azul que decía "I AM TRYING TO BELIVE" y una visión distorsionada de La Presencia. Adicionalmente, un cuadro del video señala la url https://web.archive.org/web/20070409100756/http://yearzero.nin.com/0024/, la cual presentaba una imagen llamada "yearzero_cover.jpg", más tarde confirmada como la portada del álbum.

- Volantes rojos fueron repartidos en un concierto en París, Francia con las palabras "Art is Resistance," conduciendo a {{Enlace roto|1={{Enlace roto|1={{Enlace roto|1={{Enlace roto|1={{Enlace roto|1={{Enlace roto|1={{Enlace roto|1={{Enlace roto|1=http://artisresistance.com (enlace roto disponible en Internet Archive; véase el historial, la primera versión y la última). |2=http://artisresistance.com Archivado el 17 de mayo de 2014 en Wayback Machine. |2={{Enlace roto|1={{Enlace roto|1=http://artisresistance.com Archivado el 17 de mayo de 2014 en Wayback Machine. |2={{Enlace roto|1=http://artisresistance.com Archivado el 17 de mayo de 2014 en Wayback Machine. |2={{Enlace roto|1=http://artisresistance.com Archivado el 17 de mayo de 2014 en Wayback Machine. |2={{Enlace roto|1=http://artisresistance.com Archivado el 17 de mayo de 2014 en Wayback Machine. |2={{Enlace roto|1=http://artisresistance.com Archivado el 17 de mayo de 2014 en Wayback Machine. |2={{Enlace roto|1=http://artisresistance.com Archivado el 17 de mayo de 2014 en Wayback Machine. |2={{Enlace roto|1=http://artisresistance.com Archivado el 17 de mayo de 2014 en Wayback Machine. |2={{Enlace roto|1=http://artisresistance.com Archivado el 17 de mayo de 2014 en Wayback Machine. |2={{Enlace roto|1=http://artisresistance.com Archivado el 17 de mayo de 2014 en Wayback Machine. |2={{Enlace roto|1=http://artisresistance.com Archivado el 17 de mayo de 2014 en Wayback Machine. |2={{Enlace roto|1=http://artisresistance.com Archivado el 17 de mayo de 2014 en Wayback Machine. |2={{Enlace roto|1=http://artisresistance.com Archivado el 17 de mayo de 2014 en Wayback Machine. |2={{Enlace roto|1=http://artisresistance.com Archivado el 17 de mayo de 2014 en Wayback Machine. |2={{Enlace roto|1=http://artisresistance.com Archivado el 17 de mayo de 2014 en Wayback Machine. |2={{Enlace roto|1=http://artisresistance.com Archivado el 17 de mayo de 2014 en Wayback Machine. |2={{Enlace roto|1=http://artisresistance.com Archivado el 17 de mayo de 2014 en Wayback Machine. |2={{Enlace roto|1=http://artisresistance.com Archivado el 17 de mayo de 2014 en Wayback Machine. |2={{Enlace roto|1=http://artisresistance.com Archivado el 17 de mayo de 2014 en Wayback Machine. |2={{Enlace roto|1=http://artisresistance.com Archivado el 17 de mayo de 2014 en Wayback Machine. |2={{Enlace roto|1=http://artisresistance.com Archivado el 17 de mayo de 2014 en Wayback Machine. |2={{Enlace roto|1=http://artisresistance.com Archivado el 17 de mayo de 2014 en Wayback Machine. |2={{Enlace roto|1=http://artisresistance.com Archivado el 17 de mayo de 2014 en Wayback Machine. |2={{Enlace roto|1=http://artisresistance.com Archivado el 17 de mayo de 2014 en Wayback Machine. |2={{Enlace roto|1=http://artisresistance.com Archivado el 17 de mayo de 2014 en Wayback Machine. |2={{Enlace roto|1=http://artisresistance.com Archivado el 17 de mayo de 2014 en Wayback Machine. |2={{Enlace roto|1=http://artisresistance.com Archivado el 17 de mayo de 2014 en Wayback Machine. |2={{Enlace roto|1=http://artisresistance.com Archivado el 17 de mayo de 2014 en Wayback Machine. |2={{Enlace roto|1=http://artisresistance.com Archivado el 17 de mayo de 2014 en Wayback Machine. |2={{Enlace roto|1=http://artisresistance.com (enlace roto disponible en Internet Archive; véase el historial, la primera versión y la última). |2={{Enlace roto|1=http://artisresistance.com Archivado el 17 de mayo de 2014 en Wayback Machine. |2={{Enlace roto|1=http://artisresistance.com Archivado el 17 de mayo de 2014 en Wayback Machine. |2={{Enlace roto|1=http://artisresistance.com Archivado el 17 de mayo de 2014 en Wayback Machine. |2={{Enlace roto|1=http://artisresistance.com Archivado el 17 de mayo de 2014 en Wayback Machine. |2={{Enlace roto|1=http://artisresistance.com Archivado el 17 de mayo de 2014 en Wayback Machine. |2={{Enlace roto|1=http://artisresistance.com Archivado el 17 de mayo de 2014 en Wayback Machine. |2={{Enlace roto|1=http://artisresistance.com Archivado el 17 de mayo de 2014 en Wayback Machine. |2={{Enlace roto|1=http://artisresistance.com Archivado el 17 de mayo de 2014 en Wayback Machine. |2={{Enlace roto|1=http://artisresistance.com Archivado el 17 de mayo de 2014 en Wayback Machine. |2={{Enlace roto|1=http://artisresistance.com Archivado el 17 de mayo de 2014 en Wayback Machine. |2={{Enlace roto|1=http://artisresistance.com Archivado el 17 de mayo de 2014 en Wayback Machine. |2={{Enlace roto|1=http://artisresistance.com Archivado el 17 de mayo de 2014 en Wayback Machine. |2={{Enlace roto|1=http://artisresistance.com Archivado el 17 de mayo de 2014 en Wayback Machine. |2={{Enlace roto|1=http://artisresistance.com Archivado el 17 de mayo de 2014 en Wayback Machine. |2={{Enlace roto|1=http://artisresistance.com Archivado el 17 de mayo de 2014 en Wayback Machine. |2={{Enlace roto|1=http://artisresistance.com Archivado el 17 de mayo de 2014 en Wayback Machine. |2={{Enlace roto|1=http://artisresistance.com Archivado el 17 de mayo de 2014 en Wayback Machine. |2={{Enlace roto|1=http://artisresistance.com Archivado el 17 de mayo de 2014 en Wayback Machine. |2={{Enlace roto|1=http://artisresistance.com Archivado el 17 de mayo de 2014 en Wayback Machine. |2={{Enlace roto|1=http://artisresistance.com Archivado el 17 de mayo de 2014 en Wayback Machine. |2={{Enlace roto|1=http://artisresistance.com (enlace roto disponible en Internet Archive; véase el historial, la primera versión y la última). |2={{Enlace roto|1=http://artisresistance.com Archivado el 17 de mayo de 2014 en Wayback Machine. |2={{Enlace roto|1=http://artisresistance.com Archivado el 17 de mayo de 2014 en Wayback Machine. |2={{Enlace roto|1=http://artisresistance.com Archivado el 17 de mayo de 2014 en Wayback Machine. |2={{Enlace roto|1=http://artisresistance.com Archivado el 17 de mayo de 2014 en Wayback Machine. |2={{Enlace roto|1=http://artisresistance.com Archivado el 17 de mayo de 2014 en Wayback Machine. |2={{Enlace roto|1=http://artisresistance.com Archivado el 17 de mayo de 2014 en Wayback Machine. |2={{Enlace roto|1=http://artisresistance.com Archivado el 17 de mayo de 2014 en Wayback Machine. |2={{Enlace roto|1=http://artisresistance.com Archivado el 17 de mayo de 2014 en Wayback Machine. |2={{Enlace roto|1=http://artisresistance.com Archivado el 17 de mayo de 2014 en Wayback Machine. |2={{Enlace roto|1=http://artisresistance.com Archivado el 17 de mayo de 2014 en Wayback Machine. |2={{Enlace roto|1=http://artisresistance.com Archivado el 17 de mayo de 2014 en Wayback Machine. |2={{Enlace roto|1=http://artisresistance.com Archivado el 17 de mayo de 2014 en Wayback Machine. |2={{Enlace roto|1=http://artisresistance.com Archivado el 17 de mayo de 2014 en Wayback Machine. |2={{Enlace roto|1=http://artisresistance.com Archivado el 17 de mayo de 2014 en Wayback Machine. |2={{Enlace roto|1=http://artisresistance.com (enlace roto disponible en Internet Archive; véase el historial, la primera versión y la última). |2={{Enlace roto|1=http://artisresistance.com Archivado el 17 de mayo de 2014 en Wayback Machine. |2={{Enlace roto|1=http://artisresistance.com Archivado el 17 de mayo de 2014 en Wayback Machine. |2={{Enlace roto|1=http://artisresistance.com Archivado el 17 de mayo de 2014 en Wayback Machine. |2={{Enlace roto|1=http://artisresistance.com (enlace roto disponible en Internet Archive; véase el historial, la primera versión y la última). |2={{Enlace roto|1=http://artisresistance.com Archivado el 17 de mayo de 2014 en Wayback Machine. |2={{Enlace roto|1=http://artisresistance.com Archivado el 17 de mayo de 2014 en Wayback Machine. |2={{Enlace roto|1=http://artisresistance.com Archivado el 17 de mayo de 2014 en Wayback Machine. |2={{Enlace roto|1=http://artisresistance.com Archivado el 17 de mayo de 2014 en Wayback Machine. |2={{Enlace roto|1=http://artisresistance.com (enlace roto disponible en Internet Archive; véase el historial, la primera versión y la última). |2={{Enlace roto|1=http://artisresistance.com Archivado el 17 de mayo de 2014 en Wayback Machine. |2={{Enlace roto|1=http://artisresistance.com Archivado el 17 de mayo de 2014 en Wayback Machine. |2={{Enlace roto|1=http://artisresistance.com Archivado el 17 de mayo de 2014 en Wayback Machine. |2={{Enlace roto|1=http://artisresistance.com Archivado el 17 de mayo de 2014 en Wayback Machine. |2={{Enlace roto|1=http://artisresistance.com Archivado el 17 de mayo de 2014 en Wayback Machine. |2={{Enlace roto|1=http://artisresistance.com Archivado el 17 de mayo de 2014 en Wayback Machine. |2={{Enlace roto|1=http://artisresistance.com Archivado el 17 de mayo de 2014 en Wayback Machine. |2={{Enlace roto|1=http://artisresistance.com Archivado el 17 de mayo de 2014 en Wayback Machine. |2={{Enlace roto|1=http://artisresistance.com Archivado el 17 de mayo de 2014 en Wayback Machine. |2={{Enlace roto|1=http://artisresistance.com Archivado el 17 de mayo de 2014 en Wayback Machine. |2={{Enlace roto|1=http://artisresistance.com Archivado el 17 de mayo de 2014 en Wayback Machine. |2={{Enlace roto|1=http://artisresistance.com Archivado el 17 de mayo de 2014 en Wayback Machine. |2={{Enlace roto|1=http://artisresistance.com Archivado el 17 de mayo de 2014 en Wayback Machine. |2={{Enlace roto|1=http://artisresistance.com Archivado el 17 de mayo de 2014 en Wayback Machine. |2={{Enlace roto|1=http://artisresistance.com Archivado el 17 de mayo de 2014 en Wayback Machine. |2={{Enlace roto|1=http://artisresistance.com Archivado el 17 de mayo de 2014 en Wayback Machine. |2={{Enlace roto|1=http://artisresistance.com Archivado el 17 de mayo de 2014 en Wayback Machine. |2={{Enlace roto|1=http://artisresistance.com Archivado el 17 de mayo de 2014 en Wayback Machine. |2={{Enlace roto|1=http://artisresistance.com Archivado el 17 de mayo de 2014 en Wayback Machine. |2={{Enlace roto|1=http://artisresistance.com Archivado el 17 de mayo de 2014 en Wayback Machine. |2={{Enlace roto|1=http://artisresistance.com Archivado el 17 de mayo de 2014 en Wayback Machine. |2={{Enlace roto|1=http://artisresistance.com Archivado el 17 de mayo de 2014 en Wayback Machine. |2={{Enlace roto|1=http://artisresistance.com Archivado el 17 de mayo de 2014 en Wayback Machine. |2={{Enlace roto|1=http://artisresistance.com Archivado el 17 de mayo de 2014 en Wayback Machine. |2={{Enlace roto|1=http://artisresistance.com Archivado el 17 de mayo de 2014 en Wayback Machine. |2={{Enlace roto|1=http://artisresistance.com Archivado el 17 de mayo de 2014 en Wayback Machine. |2={{Enlace roto|1=http://artisresistance.com Archivado el 17 de mayo de 2014 en Wayback Machine. |2={{Enlace roto|1=http://artisresistance.com Archivado el 17 de mayo de 2014 en Wayback Machine. |2={{Enlace roto|1=http://artisresistance.com Archivado el 17 de mayo de 2014 en Wayback Machine. |2={{Enlace roto|1=http://artisresistance.com Archivado el 17 de mayo de 2014 en Wayback Machine. |2={{Enlace roto|1=http://artisresistance.com Archivado el 17 de mayo de 2014 en Wayback Machine. |2={{Enlace roto|1=http://artisresistance.com Archivado el 17 de mayo de 2014 en Wayback Machine. |2={{Enlace roto|1=http://artisresistance.com Archivado el 17 de mayo de 2014 en Wayback Machine. |2={{Enlace roto|1=http://artisresistance.com Archivado el 17 de mayo de 2014 en Wayback Machine. |2={{Enlace roto|1=http://artisresistance.com Archivado el 17 de mayo de 2014 en Wayback Machine. |2={{Enlace roto|1=http://artisresistance.com Archivado el 17 de mayo de 2014 en Wayback Machine. |2={{Enlace roto|1=http://artisresistance.com Archivado el 17 de mayo de 2014 en Wayback Machine. |2={{Enlace roto|1=http://artisresistance.com Archivado el 17 de mayo de 2014 en Wayback Machine. |2={{Enlace roto|1=http://artisresistance.com Archivado el 17 de mayo de 2014 en Wayback Machine. |2={{Enlace roto|1=http://artisresistance.com Archivado el 17 de mayo de 2014 en Wayback Machine. |2={{Enlace roto|1=http://artisresistance.com Archivado el 17 de mayo de 2014 en Wayback Machine. |2={{Enlace roto|1=http://artisresistance.com Archivado el 17 de mayo de 2014 en Wayback Machine. |2={{Enlace roto|1=http://artisresistance.com Archivado el 17 de mayo de 2014 en Wayback Machine. |2={{Enlace roto|1=http://artisresistance.com Archivado el 17 de mayo de 2014 en Wayback Machine. |2={{Enlace roto|1=http://artisresistance.com Archivado el 17 de mayo de 2014 en Wayback Machine. |2={{Enlace roto|1=http://artisresistance.com (enlace roto disponible en Internet Archive; véase el historial, la primera versión y la última). |2={{Enlace roto|1=http://artisresistance.com Archivado el 17 de mayo de 2014 en Wayback Machine. |2={{Enlace roto|1=http://artisresistance.com Archivado el 17 de mayo de 2014 en Wayback Machine. |2={{Enlace roto|1=http://artisresistance.com Archivado el 17 de mayo de 2014 en Wayback Machine. |2={{Enlace roto|1=http://artisresistance.com Archivado el 17 de mayo de 2014 en Wayback Machine. |2={{Enlace roto|1=http://artisresistance.com Archivado el 17 de mayo de 2014 en Wayback Machine. |2=http://artisresistance.com Archivado el 17 de mayo de 2014 en Wayback Machine. |2=http://artisresistance.com Archivado el 17 de mayo de 2014 en Wayback Machine. |2={{Enlace roto|1={{Enlace roto|1=http://artisresistance.com Archivado el 17 de mayo de 2014 en Wayback Machine. |2={{Enlace roto|1=http://artisresistance.com Archivado el 17 de mayo de 2014 en Wayback Machine. |2={{Enlace roto|1=http://artisresistance.com Archivado el 17 de mayo de 2014 en Wayback Machine. |2={{Enlace roto|1=http://artisresistance.com Archivado el 17 de mayo de 2014 en Wayback Machine. |2={{Enlace roto|1=http://artisresistance.com Archivado el 17 de mayo de 2014 en Wayback Machine. |2={{Enlace roto|1=http://artisresistance.com Archivado el 17 de mayo de 2014 en Wayback Machine. |2={{Enlace roto|1=http://artisresistance.com Archivado el 17 de mayo de 2014 en Wayback Machine. |2={{Enlace roto|1=http://artisresistance.com (enlace roto disponible en Internet Archive; véase el historial, la primera versión y la última). |2={{Enlace roto|1=http://artisresistance.com Archivado el 17 de mayo de 2014 en Wayback Machine. |2={{Enlace roto|1=http://artisresistance.com Archivado el 17 de mayo de 2014 en Wayback Machine. |2={{Enlace roto|1=http://artisresistance.com Archivado el 17 de mayo de 2014 en Wayback Machine. |2={{Enlace roto|1=http://artisresistance.com Archivado el 17 de mayo de 2014 en Wayback Machine. |2={{Enlace roto|1=http://artisresistance.com Archivado el 17 de mayo de 2014 en Wayback Machine. |2={{Enlace roto|1=http://artisresistance.com Archivado el 17 de mayo de 2014 en Wayback Machine. |2={{Enlace roto|1=http://artisresistance.com Archivado el 17 de mayo de 2014 en Wayback Machine. |2={{Enlace roto|1=http://artisresistance.com Archivado el 17 de mayo de 2014 en Wayback Machine. |2={{Enlace roto|1=http://artisresistance.com Archivado el 17 de mayo de 2014 en Wayback Machine. |2={{Enlace roto|1=http://artisresistance.com Archivado el 17 de mayo de 2014 en Wayback Machine. |2={{Enlace roto|1=http://artisresistance.com Archivado el 17 de mayo de 2014 en Wayback Machine. |2={{Enlace roto|1=http://artisresistance.com Archivado el 17 de mayo de 2014 en Wayback Machine. |2={{Enlace roto|1=http://artisresistance.com Archivado el 17 de mayo de 2014 en Wayback Machine. |2={{Enlace roto|1=http://artisresistance.com Archivado el 17 de mayo de 2014 en Wayback Machine. |2={{Enlace roto|1=http://artisresistance.com Archivado el 17 de mayo de 2014 en Wayback Machine. |2={{Enlace roto|1=http://artisresistance.com Archivado el 17 de mayo de 2014 en Wayback Machine. |2={{Enlace roto|1=http://artisresistance.com Archivado el 17 de mayo de 2014 en Wayback Machine. |2={{Enlace roto|1=http://artisresistance.com Archivado el 17 de mayo de 2014 en Wayback Machine. |2={{Enlace roto|1=http://artisresistance.com Archivado el 17 de mayo de 2014 en Wayback Machine. |2={{Enlace roto|1=http://artisresistance.com Archivado el 17 de mayo de 2014 en Wayback Machine. |2={{Enlace roto|1=http://artisresistance.com Archivado el 17 de mayo de 2014 en Wayback Machine. |2={{Enlace roto|1=http://artisresistance.com Archivado el 17 de mayo de 2014 en Wayback Machine. |2={{Enlace roto|1=http://artisresistance.com Archivado el 17 de mayo de 2014 en Wayback Machine. |2={{Enlace roto|1=http://artisresistance.com Archivado el 17 de mayo de 2014 en Wayback Machine. |2={{Enlace roto|1=http://artisresistance.com Archivado el 17 de mayo de 2014 en Wayback Machine. |2={{Enlace roto|1=http://artisresistance.com Archivado el 17 de mayo de 2014 en Wayback Machine. |2={{Enlace roto|1=http://artisresistance.com Archivado el 17 de mayo de 2014 en Wayback Machine. |2={{Enlace roto|1=http://artisresistance.com Archivado el 17 de mayo de 2014 en Wayback Machine. |2={{Enlace roto|1=http://artisresistance.com Archivado el 17 de mayo de 2014 en Wayback Machine. |2={{Enlace roto|1=http://artisresistance.com Archivado el 17 de mayo de 2014 en Wayback Machine. |2={{Enlace roto|1=http://artisresistance.com Archivado el 17 de mayo de 2014 en Wayback Machine. |2={{Enlace roto|1=http://artisresistance.com Archivado el 17 de mayo de 2014 en Wayback Machine. |2={{Enlace roto|1=http://artisresistance.com Archivado el 17 de mayo de 2014 en Wayback Machine. |2={{Enlace roto|1=http://artisresistance.com Archivado el 17 de mayo de 2014 en Wayback Machine. |2={{Enlace roto|1=http://artisresistance.com Archivado el 17 de mayo de 2014 en Wayback Machine. |2={{Enlace roto|1=http://artisresistance.com Archivado el 17 de mayo de 2014 en Wayback Machine. |2={{Enlace roto|1=http://artisresistance.com Archivado el 17 de mayo de 2014 en Wayback Machine. |2={{Enlace roto|1=http://artisresistance.com Archivado el 17 de mayo de 2014 en Wayback Machine. |2={{Enlace roto|1=http://artisresistance.com Archivado el 17 de mayo de 2014 en Wayback Machine. |2={{Enlace roto|1=http://artisresistance.com Archivado el 17 de mayo de 2014 en Wayback Machine. |2={{Enlace roto|1=http://artisresistance.com Archivado el 17 de mayo de 2014 en Wayback Machine. |2={{Enlace roto|1=http://artisresistance.com Archivado el 17 de mayo de 2014 en Wayback Machine. |2={{Enlace roto|1=http://artisresistance.com Archivado el 17 de mayo de 2014 en Wayback Machine. |2={{Enlace roto|1=http://artisresistance.com Archivado el 17 de mayo de 2014 en Wayback Machine. |2={{Enlace roto|1=http://artisresistance.com Archivado el 17 de mayo de 2014 en Wayback Machine. |2={{Enlace roto|1=http://artisresistance.com Archivado el 17 de mayo de 2014 en Wayback Machine. |2={{Enlace roto|1=http://artisresistance.com Archivado el 17 de mayo de 2014 en Wayback Machine. |2={{Enlace roto|1=http://artisresistance.com Archivado el 17 de mayo de 2014 en Wayback Machine. |2={{Enlace roto|1=http://artisresistance.com Archivado el 17 de mayo de 2014 en Wayback Machine. |2={{Enlace roto|1=http://artisresistance.com Archivado el 17 de mayo de 2014 en Wayback Machine. |2={{Enlace roto|1=http://artisresistance.com Archivado el 17 de mayo de 2014 en Wayback Machine. |2={{Enlace roto|1=http://artisresistance.com Archivado el 17 de mayo de 2014 en Wayback Machine. |2={{Enlace roto|1=http://artisresistance.com Archivado el 17 de mayo de 2014 en Wayback Machine. |2=http://artisresistance.com Archivado el 17 de mayo de 2014 en Wayback Machine. |2=http://artisresistance.com Archivado el 17 de mayo de 2014 en Wayback Machine. |2={{Enlace roto|1={{Enlace roto|1=http://artisresistance.com Archivado el 17 de mayo de 2014 en Wayback Machine. |2={{Enlace roto|1=http://artisresistance.com Archivado el 17 de mayo de 2014 en Wayback Machine. |2={{Enlace roto|1=http://artisresistance.com Archivado el 17 de mayo de 2014 en Wayback Machine. |2={{Enlace roto|1=http://artisresistance.com Archivado el 17 de mayo de 2014 en Wayback Machine. |2={{Enlace roto|1=http://artisresistance.com Archivado el 17 de mayo de 2014 en Wayback Machine. |2={{Enlace roto|1=http://artisresistance.com Archivado el 17 de mayo de 2014 en Wayback Machine. |2={{Enlace roto|1=http://artisresistance.com Archivado el 17 de mayo de 2014 en Wayback Machine. |2={{Enlace roto|1=http://artisresistance.com Archivado el 17 de mayo de 2014 en Wayback Machine. |2={{Enlace roto|1=http://artisresistance.com Archivado el 17 de mayo de 2014 en Wayback Machine. |2={{Enlace roto|1=http://artisresistance.com Archivado el 17 de mayo de 2014 en Wayback Machine. |2={{Enlace roto|1=http://artisresistance.com Archivado el 17 de mayo de 2014 en Wayback Machine. |2={{Enlace roto|1=http://artisresistance.com Archivado el 17 de mayo de 2014 en Wayback Machine. |2={{Enlace roto|1=http://artisresistance.com Archivado el 17 de mayo de 2014 en Wayback Machine. |2={{Enlace roto|1=http://artisresistance.com Archivado el 17 de mayo de 2014 en Wayback Machine. |2={{Enlace roto|1=http://artisresistance.com Archivado el 17 de mayo de 2014 en Wayback Machine. |2={{Enlace roto|1=http://artisresistance.com Archivado el 17 de mayo de 2014 en Wayback Machine. |2={{Enlace roto|1=http://artisresistance.com (enlace roto disponible en Internet Archive; véase el historial, la primera versión y la última). |2={{Enlace roto|1=http://artisresistance.com Archivado el 17 de mayo de 2014 en Wayback Machine. |2={{Enlace roto|1=http://artisresistance.com Archivado el 17 de mayo de 2014 en Wayback Machine. |2={{Enlace roto|1=http://artisresistance.com Archivado el 17 de mayo de 2014 en Wayback Machine. |2={{Enlace roto|1=http://artisresistance.com Archivado el 17 de mayo de 2014 en Wayback Machine. |2={{Enlace roto|1=http://artisresistance.com Archivado el 17 de mayo de 2014 en Wayback Machine. |2={{Enlace roto|1=http://artisresistance.com Archivado el 17 de mayo de 2014 en Wayback Machine. |2={{Enlace roto|1=http://artisresistance.com Archivado el 17 de mayo de 2014 en Wayback Machine. |2={{Enlace roto|1=http://artisresistance.com Archivado el 17 de mayo de 2014 en Wayback Machine. |2={{Enlace roto|1=http://artisresistance.com Archivado el 17 de mayo de 2014 en Wayback Machine. |2={{Enlace roto|1=http://artisresistance.com Archivado el 17 de mayo de 2014 en Wayback Machine. |2={{Enlace roto|1=http://artisresistance.com Archivado el 17 de mayo de 2014 en Wayback Machine. |2={{Enlace roto|1=http://artisresistance.com Archivado el 17 de mayo de 2014 en Wayback Machine. |2=http://artisresistance.com Archivado el 17 de mayo de 2014 en Wayback Machine. |2=http://artisresistance.com Archivado el 17 de mayo de 2014 en Wayback Machine. |2={{Enlace roto|1={{Enlace roto|1=http://artisresistance.com (enlace roto disponible en Internet Archive; véase el historial, la primera versión y la última). |2={{Enlace roto|1=http://artisresistance.com Archivado el 17 de mayo de 2014 en Wayback Machine. |2={{Enlace roto|1=http://artisresistance.com Archivado el 17 de mayo de 2014 en Wayback Machine. |2={{Enlace roto|1=http://artisresistance.com Archivado el 17 de mayo de 2014 en Wayback Machine. |2={{Enlace roto|1=http://artisresistance.com Archivado el 17 de mayo de 2014 en Wayback Machine. |2={{Enlace roto|1=http://artisresistance.com Archivado el 17 de mayo de 2014 en Wayback Machine. |2={{Enlace roto|1=http://artisresistance.com Archivado el 17 de mayo de 2014 en Wayback Machine. |2={{Enlace roto|1=http://artisresistance.com Archivado el 17 de mayo de 2014 en Wayback Machine. |2={{Enlace roto|1=http://artisresistance.com Archivado el 17 de mayo de 2014 en Wayback Machine. |2={{Enlace roto|1=http://artisresistance.com Archivado el 17 de mayo de 2014 en Wayback Machine. |2={{Enlace roto|1=http://artisresistance.com (enlace roto disponible en Internet Archive; véase el historial, la primera versión y la última). |2={{Enlace roto|1=http://artisresistance.com Archivado el 17 de mayo de 2014 en Wayback Machine. |2={{Enlace roto|1=http://artisresistance.com (enlace roto disponible en Internet Archive; véase el historial, la primera versión y la última). |2=http://artisresistance.com Archivado el 17 de mayo de 2014 en Wayback Machine. |2=http://artisresistance.com Archivado el 17 de mayo de 2014 en Wayback Machine. |2={{Enlace roto|1={{Enlace roto|1=http://artisresistance.com (enlace roto disponible en Internet Archive; véase el historial, la primera versión y la última). |2={{Enlace roto|1=http://artisresistance.com Archivado el 17 de mayo de 2014 en Wayback Machine. |2={{Enlace roto|1=http://artisresistance.com Archivado el 17 de mayo de 2014 en Wayback Machine. |2={{Enlace roto|1=http://artisresistance.com Archivado el 17 de mayo de 2014 en Wayback Machine. |2={{Enlace roto|1=http://artisresistance.com Archivado el 17 de mayo de 2014 en Wayback Machine. |2=http://artisresistance.com Archivado el 17 de mayo de 2014 en Wayback Machine. |2=http://artisresistance.com Archivado el 17 de mayo de 2014 en Wayback Machine. |2={{Enlace roto|1={{Enlace roto|1=http://artisresistance.com Archivado el 17 de mayo de 2014 en Wayback Machine. |2=http://artisresistance.com Archivado el 17 de mayo de 2014 en Wayback Machine. |2=http://artisresistance.com Archivado el 17 de mayo de 2014 en Wayback Machine. |2={{Enlace roto|1=http://artisresistance.com Archivado el 17 de mayo de 2014 en Wayback Machine. |2={{Enlace roto|1=http://artisresistance.com Archivado el 17 de mayo de 2014 en Wayback Machine. |2={{Enlace roto|1=http://artisresistance.com Archivado el 17 de mayo de 2014 en Wayback Machine. |2={{Enlace roto|1=http://artisresistance.com Archivado el 17 de mayo de 2014 en Wayback Machine. |2={{Enlace roto|1=http://artisresistance.com Archivado el 17 de mayo de 2014 en Wayback Machine. |2={{Enlace roto|1=http://artisresistance.com Archivado el 17 de mayo de 2014 en Wayback Machine. |2={{Enlace roto|1=http://artisresistance.com Archivado el 17 de mayo de 2014 en Wayback Machine. |2=http://artisresistance.com Archivado el 17 de mayo de 2014 en Wayback Machine.

25 de febrero de 2007
- Una tercera memoria USB fue encontrada en un concierto en Manchester, Inglaterra. Contenía dos archivos: la pista "In This Twilight" y una imagen del Hollywood Sign aparentemente demolido. La imagen condujo a los fanes al sitio web http://www.hollywoodinmemoriam.org.

26 y 27 de febrero de 2007
- Beside You in Time es lanzado en Europa y el resto del mundo, respectivamente, conteniendo una referencia a https://web.archive.org/web/20080617061343/http://www.securebroadcastinformatics.com/ dentro de la inscripción de fecha de expiración en las ediciones Blu-ray y HD DVD.

## Marzo de 2007
7 de marzo de 2007
- El video musical del primer single de Year Zero, "Survivalism," fue publicado a través de memorias USB en un concierto en Carling Academy Brixton in Londres, Inglaterra. Estas memorias contenían versiones de alta y baja resolución del video, las cuales fueron rápidamente distribuidas en internet y eventualmente de manera oficial en el mini-sitio Year Zero. Las numerosas pantallas en el video musical muestran un código de tiempo, en el que los fanes descubrieron letras conduciendo a https://web.archive.org/web/20080323152448/http://www.thewaterturnedtoblood.net/. El video también condujo al descubrimiento de https://web.archive.org/web/20070929052055/http://www.judsonogram.net/, que a su vez hace mención a Cedocore, conduciendo a http://www.cedocore.com.[cita requerida] (enlace roto disponible en Internet Archive; véase el [cita requerida

11 de marzo de 2007
- Volantes fueron repartidos en el show de Nine Inch Nails en Londres, los cuales tenían direcciones a un puente local, bajo el cual se encontraba el anuncio con las palabras "Operation Swamp 000," señalando al sitio web https://web.archive.org/web/20070929004108/http://www.operationswamp0000.net/, el cual a su vez dirige a los usuarios a https://web.archive.org/web/20070923190445/http://www.operationchipsweep.net/.
- Durante una fiesta de audición, se repartieron litografías a la gente que pre-ordenó el álbum. Estas litografías tenían las palabras "The Mailstrom" escritas, conduciendo a los fanes a http://www.themailstrom.com.
- Correos electrónicos crípticos se enviaron al azar a muchos fanes de Nine Inch Nails, revelando http://www.thepriceoftreason.net y http://www.opensourceresistance.net.

13 de marzo de 2007
- "Survivalism" es estrenado en el sitio oficial Year Zero en formato GarageBand. Entre los archivos había un archivo misterioso llamado "Our End Trip," el cual revelaba el número de caso 6455da04 para el sitio web Judson Ogram Correctional Facility website, conduciendo a este archivo de caso.

24 de marzo de 2007
- Las letras de "Survivalism" son publicadas en el sitio oficial Year Zero en formato PDF.

## Abril de 2007
4 de abril de 2007
- El álbum Year Zeroes publicado para reproducción streaming en el mini-sitio oficial Year Zero.
- Una voz computarizada en la pista #13, "The Great Destroyer," cuando los canales estéreo izquierdo y derecho son combinados en una señal mono, vocaliza las palabras "red horse vector," conduciendo a http://www.redhorsevector.net/.[cita requerida] (enlace roto disponible en Internet Archive; véase el historial, la primera versión y la última).
- Se descubre código morse en la pista #14, "Another Version of the Truth," deletreando "grace the teacher," señalando a https://web.archive.org/web/20070921050308/http://www.gracetheteacher.net/.%7B%7BFact%7Cdate%3DApril 2007 historial], la [cita requerida

11 de marzo de 2007
- Volantes fueron repartidos en el show de Nine Inch Nails en Londres, los cuales tenían direcciones a un puente local, bajo el cual se encontraba el anuncio con las palabras "Operation Swamp 000," señalando al sitio web https://web.archive.org/web/20070929004108/http://www.operationswamp0000.net/, el cual a su vez dirige a los usuarios a https://web.archive.org/web/20070923190445/http://www.operationchipsweep.net/.
- Durante una fiesta de audición, se repartieron litografías a la gente que pre-ordenó el álbum. Estas litografías tenían las palabras "The Mailstrom" escritas, conduciendo a los fanes a http://www.themailstrom.com.
- Correos electrónicos crípticos se enviaron al azar a muchos fanes de Nine Inch Nails, revelando http://www.thepriceoftreason.net y http://www.opensourceresistance.net.

13 de marzo de 2007
- "Survivalism" es estrenado en el sitio oficial Year Zero en formato GarageBand. Entre los archivos había un archivo misterioso llamado "Our End Trip," el cual revelaba el número de caso 6455da04 para el sitio web Judson Ogram Correctional Facility website, conduciendo a este archivo de caso.

24 de marzo de 2007
- Las letras de "Survivalism" son publicadas en el sitio oficial Year Zero en formato PDF.

4 de abril de 2007
- El álbum Year Zeroes publicado para reproducción streaming en el mini-sitio oficial Year Zero.
- Una voz computarizada en la pista #13, "The Great Destroyer," cuando los canales estéreo izquierdo y derecho son combinados en una señal mono, vocaliza las palabras "red horse vector," conduciendo a http://www.redhorsevector.net/.[cita requerida] (enlace roto disponible en Internet Archive; véase el historial, la primera versión y la última).
- Se descubre código morse en la pista #14, "Another Version of the Truth," deletreando "grace the teacher," señalando a https://web.archive.org/web/20070921050308/http://www.gracetheteacher.net/.%7B%7BFact%7Cdate%3DApril 2007 primera versión] y la [cita requerida

11 de marzo de 2007
- Volantes fueron repartidos en el show de Nine Inch Nails en Londres, los cuales tenían direcciones a un puente local, bajo el cual se encontraba el anuncio con las palabras "Operation Swamp 000," señalando al sitio web https://web.archive.org/web/20070929004108/http://www.operationswamp0000.net/, el cual a su vez dirige a los usuarios a https://web.archive.org/web/20070923190445/http://www.operationchipsweep.net/.
- Durante una fiesta de audición, se repartieron litografías a la gente que pre-ordenó el álbum. Estas litografías tenían las palabras "The Mailstrom" escritas, conduciendo a los fanes a http://www.themailstrom.com.
- Correos electrónicos crípticos se enviaron al azar a muchos fanes de Nine Inch Nails, revelando http://www.thepriceoftreason.net y http://www.opensourceresistance.net.

13 de marzo de 2007
- "Survivalism" es estrenado en el sitio oficial Year Zero en formato GarageBand. Entre los archivos había un archivo misterioso llamado "Our End Trip," el cual revelaba el número de caso 6455da04 para el sitio web Judson Ogram Correctional Facility website, conduciendo a este archivo de caso.

24 de marzo de 2007
- Las letras de "Survivalism" son publicadas en el sitio oficial Year Zero en formato PDF.

4 de abril de 2007
- El álbum Year Zeroes publicado para reproducción streaming en el mini-sitio oficial Year Zero.
- Una voz computarizada en la pista #13, "The Great Destroyer," cuando los canales estéreo izquierdo y derecho son combinados en una señal mono, vocaliza las palabras "red horse vector," conduciendo a http://www.redhorsevector.net/.[cita requerida] (enlace roto disponible en Internet Archive; véase el historial, la primera versión y la última).
- Se descubre código morse en la pista #14, "Another Version of the Truth," deletreando "grace the teacher," señalando a https://web.archive.org/web/20070921050308/http://www.gracetheteacher.net/.%7B%7BFact%7Cdate%3DApril 2007 última]).

10 de abril de 2007
- El Álbum Year Zero es publicado para reproducción streaming en la página oficial de Nine Inch Nails en MySpace page.

13 de abril de 2007
- Una "Reunión" Art is Resistance programada en Los Ángeles, California, publicada en Open Source Resistance. A los participantes se les solicita que "vistan algo que demuestre que eres uno de nosotros." Kits Art is Resistance son distribuidos a los presentes, los cuales consisten de botones, pósteres, stencils, bandanas y en unos 25 casos, celulares pre-pagos en los cuales los participantes recibirían llamadas y se convertirían en parte del juego.

13, 14, 16, 17, y 25 de abril de 2007
- El álbum Year Zero es lanzado en Europa, Australia, Reino Unido, Estados Unidos y Japón, respectivamente. El álbum es publicado en un empaque digipak que conteiene un sticker anunciando 1-866-445-6580, un CD de frente termocromado el cual, sometido al calor, revelaba una secuencia binaria que conducía a http://exterminal.net/, así como otras pistas conduciendo a https://web.archive.org/web/20140411063453/http://freerebelart.net/, http://www.viabilityindex.com/, y esta combinación Wreckage/Shard para The Mailstrom.[cita requerida]

18 de abril de 2007
- "Reunión" de la Resistencia programada en Los Angeles. Los participantes fueron invitados a través de los teléfonos que les fueron entregados en los kits Resistance "meeting" scheduled in Los Angeles. Participants are invited via cell phones given to them in Art is Resistance el 13 de abril. La reunión consistió de un discurso de un "miembro de la resistencia" y un concierto gratuito de Nine Inch Nails. El concierto es interrumpido cuando la reunión dufre un raid de un equipo SWAT. Un video sin editar de la reunión es publicado en Open Source Resistance esa misma noche, y una versión editada dos noches después. 

26 de abril de 2007
- "Capital G," "My Violent Heart," y "Me, I'm Not" son publicados en el sitio web oficial de Nine Inch Nails en formato GarageBand/Logic Pro y torrent. Algunos archivos incluidos, bajo análisis espectrográfico, contienen pistas que conducen al descubrimiento de Exhibit Twenty Four.

April 27, 2007
- Miembros" de Art is Resistance reciben llamadas telefónicas automáticas en los celulares que les fueron dados en los kit Art is Resistance el 13 de abril en Los Angeles. El mensaje pre-grabado contiene una pista conduciendo a Hour of Arrival. El mensaje marca el final del juego de realidad alternativa, declarando que "debemos estar en oscuras por un tiempo, pero está bien - ya no nos necesitas."